# Alexandr Skobov
Aleksandr Skobov (rusky Александр Валерьевич Скобов, * 4. listopadu 1957 Leningrad) je ruský historik, aktivista a sovětský i ruský disident.
Skobov byl dvakrát odsouzen a podroben represivní psychiatrii (termín označuje politické zneužití psychiatrické péče) za „protisovětskou propagandu“, jednou v roce 1976 a podruhé v roce 1982. V dubnu 2024 byl zatčen a umístěn do vazby, obviněn z „ospravedlňování terorismu“ a „účasti na teroristickém společenství“ poté, co od roku 2014 otevřeně vystupoval proti ruské vojenské agresi vůči Ukrajině.
V březnu 2025 byl v Rusku odsouzen k 16 letům vězení za příspěvek na sociálních sítích podporující Ukrajinu a za údajnou účast ve skupině opozice Fórum svobodného Ruska.

## Životopis

### Raný život a aktivismus v Sovětském svazu
Skobov se narodil v roce 1957 v Leningradu, tehdejším Sovětském svazu. Prvního protestu proti vládě se zúčastnil v 19 letech, když spolu s dalšími členy podzemní organizace rozhazoval z jedné střechy v centru letáky vyzývající k „humanistickému socialismu“ před 25. sjezdem Komunistické strany Sovětského svazu v roce 1976. Někteří z nich byli následně vyloučeni z univerzity, Skobov – tehdy student prvního ročníku historie na Leningradské státní univerzitě – byl mládežnickou organizací Komsomol předvolán k disciplinárnímu řízení. V říjnu 1976 byl pak zatčen za vydávání protivládního časopisu Perspektivy. Po půl roce ve vězení KGB byl odsouzen k nucené psychiatrické léčbě, v níž strávil tři roky.
Po svém propuštění v roce 1981 vstoupil do disidentské skupiny Svobodná mezioborová asociace pracujících, která se pokusila založit první nezávislý odborový svaz v Sovětském svazu. V roce 1982 byl opět odsouzen k psychiatrické léčbě – tentokrát za samizdatový článek, v němž hájil bývalého chilského socialistického prezidenta Salvadora Allendeho, jenž v roce 1973 zemřel za nejasných okolností, a kritizoval diktátora Augusta Pinocheta. Článek byl označen za „protisovětskou propagandu“. V psychiatrické léčebně strávil pět let, propuštěn byl v létě 1987 v rámci počáteční fáze liberalizační kampaně Michaila Gorbačova.

### Opozice proti ruské invazi na Ukrajinu
Když Rusko v roce 2014 anektovalo Krym, Skobov otevřeně podpořil Ukrajinu a na sociálních sítích odsoudil ruskou vojenskou agresi. Téhož roku byl před svým domem napaden dvěma neznámými muži ozbrojenými noži – podle přátel a rodiny šlo o odvetu za jeho kritiku režimu. Ruskou invazi na Ukrajinu v roce 2022 znovu ostře odsoudil.
Začátkem dubna 2024 byl zatčen a obviněn z „ospravedlňování terorismu“ poté, co zveřejnil příspěvek na sociálních sítích o ukrajinských útocích na Krymský most spojující Rusko s okupovaným Krymem. Dva dny před zatčením poskytl rozhovor portálu Okno, v němž vyzýval k podpoře ruských dobrovolnických skupin bojujících po boku ukrajinské armády proti ruským invazním silám. Po zatčení byl převezen do vazební věznice a na protest odmítl s sebou vzít léky a brýle. Později byl obviněn také z účasti na „teroristickém společenství“ a převezen z Petrohradu do Syktyvkaru.
V červenci 2024 zveřejnil deník Novaja gazeta dopis, který Skobov poslal své manželce. Úvod k dopisu napsal opoziční politik Leonid Gozman, který Skobova popsal jako „nejen hrdinu, ale svatého ve smyslu biblickém“ a dopis označil za „fantastický dokument“. Podle Gozmana se Skobov vyhýbal patosu a přemýšlel o tom, jak působí na ostatní, ale chtěl, „aby dnešní mladí lidé, kteří nesou hlavní tíhu represí režimu, věděli, že sovětští disidenti stojí při nich.“
V březnu 2025 byl Skobov odsouzen k 16 letům vězení za příspěvek na sociální síti, v němž podpořil ukrajinský útok na Krymský most v roce 2022, a za údajnou spolupráci s opoziční skupinou Fórum svobodného Ruska.
Podle pozorovatelů, včetně zástupkyně ředitele pro Evropu a Střední Asii organizace Human Rights Watch Tanyi Lokšiny, která rozsudek označila za „drakonický“, případ ukazuje, že současné represe v Rusku překračují úroveň některých období Sovětského svazu. Ve svém závěrečném vystoupení před vynesením rozsudku Skobov opět odsoudil válku na Ukrajině i Putinův režim.